# Cerkiew Michała Archanioła w Lutowiskach

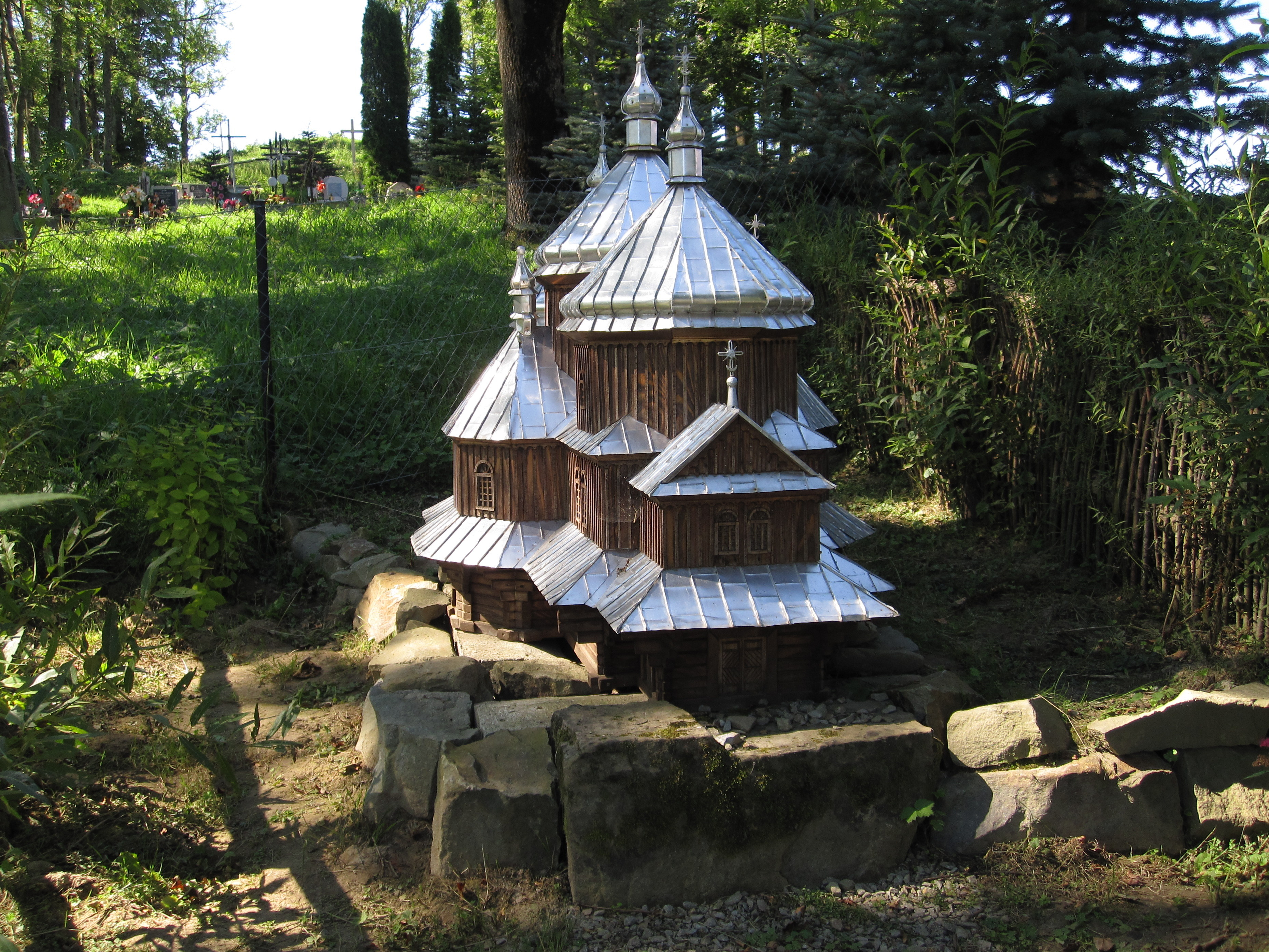
Miniatura cerkwi ustawiona na terenie cmentarza niegdyś otaczającego cerkiew

Cerkiew Michała Archanioła w Lutowiskach – nieistniejąca obecnie drewniana greckokatolicka cerkiew znajdująca się niegdyś w miejscowości Lutowiska, w gminie Lutowiska, w powiecie bieszczadzkim, w województwie podkarpackim, a wzniesiona w 1898.

## Historia
Cerkiew była trzecią świątynią greckokatolicką w historii miejscowości. Powstała po zniszczeniu poprzedniej cerkwi, która spłonęła w pożarze latem 1896. Środki na budowę nowej świątyni uzyskano w drodze zbiórek w Lutowiskach i okolicznych miejscowościach. W latach 1896–1898 funkcjonowała niewielka tymczasowa kaplica, w której odprawiano nabożeństwa.
Cerkiew została zaprojektowana przez zespół lwowskich architektów w tzw. narodowym stylu ukraińskim - podobnie jak cerkiew w nieodległym Bystrem. Prace przy budowie prowadził majster - Hucuł. Wybudowano ją w roku 1898. Konsekracja świątyni miała miejsce w 1903 i dokonał jej biskup Kostiantyn Czechowycz. Biskup nadał cerkwi dwa odpusty - w dzień Przenajświętszej Eucharystii i w dzień Narodzenia Najświętszej Maryi Panny. Cerkiew była użytkowana przez grekokatolików do 1945. W latach 1945–1951 służyła wyznawcom prawosławia, którzy osiedli w Lutowiskach znajdujących się wówczas w ZSRR. W latach 1951–1956 przypuszczalnie stała opuszczona. W latach 1956–1963 służyła rzymskim katolikom, którzy przez te lata odnawiali miejscowy kościół katolicki. W 1963 cerkiew została opuszczona i niszczała pod wpływem środowiska i działań ludzkich. W 1969 w cerkwi znajdował się ołtarz z obrazem patrona - świętego Michała Archanioła, ikonostas z 9 z 31 pierwotnie w nim się znajdujących obrazów i cerkiewne ławki. W 1969 władze państwowe postanowiły umieścić w budynku cerkwi muzeum regionalne. Ustrzycki oddział PTTK przystąpił do remontu w 1970, lecz po ustawieniu rusztowań w południowo-wschodniej części świątyni poniechał dalszych prac z powodu braku środków. Zgromadzone na miejscu materiały rozkradziono. Ołtarz w latach siedemdziesiątych przeniesiony został do kościoła w Żłobku. Los pozostałego wyposażenia cerkwi jest nieznany. Pod koniec lat siedemdziesiątych uległ zniszczeniu gnijący węgieł pomiędzy nawą a wschodnią ścianą południowego skrzydła transeptu. Pozostałe elementy konstrukcyjne tego skrzydła transeptu cerkwi porastały w tym czasie huby. W 1979 przekazano cerkiew miejscowej parafii łacińskiej, która w maju 1980 rozebrała cerkiew, a zdatne do dalszego użytku drewno wykorzystała do budowy kościoła w Dwerniku. Na cerkwisku ustawiono krzyż.

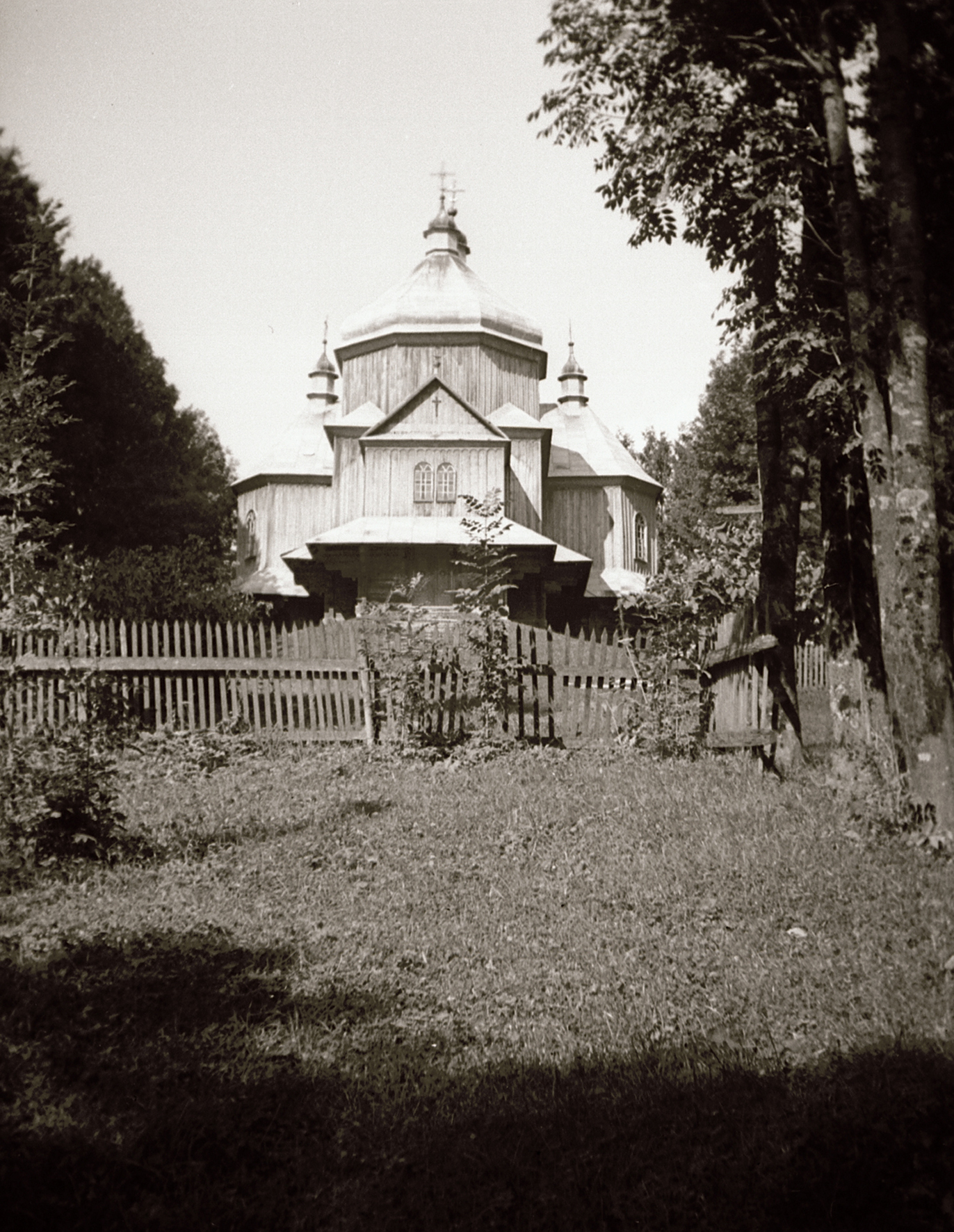
Lutowiska - cerkiew greckokatolicka - ujęcie z przodu (sierpień 1938 r.)

## Konstrukcja
Budynek został wzniesiony w tzw. narodowym stylu ukraińskim. Miał trzy kopuły oraz transept. Zarówno prezbiterium jak i skrzydła transeptu miały po trzy ściany. Dach był okapowy z blaszanymi kopułami, wsparty na ozdobnych rysiach. Na głównej kopule znajdowały się napisy w języku cerkiewnosłowiańskim.

## Cmentarz
Wokół cerkwi znajdował się cmentarz, używany przez katolików obu obrządków. Na jego terenie znajduje się obecnie miniaturowy model cerkwi.

## Dzwonnica
Na zachód od cerkwi w 1898 wzniesiono dzwonnicę słupową, w której zawieszono cztery dzwony, z których największy nosił imię Urban na cześć fundatorów - rodziny Urbańskich. Dzwony te pochodziły z dawnej dzwonnicy, która spłonęła wraz z cerkwią w 1896. Dzwony uległy uszkodzeniu podczas pożaru, lecz staraniem Jana Dziedzica, kowala w tartaku w Smolniku i właściciela tego tartaku Żyda Redlicha zostały naprawione. Dzwonnica została rozebrana w latach sześćdziesiątych XX wieku. Zakopane na terenie miejscowości dzwony Mychajło (130 kg) i Iwan (50 kg) odkryto w 1999, po czym złożono w garażu urzędu gminy, nie podejmując decyzji o ich dalszym losie.

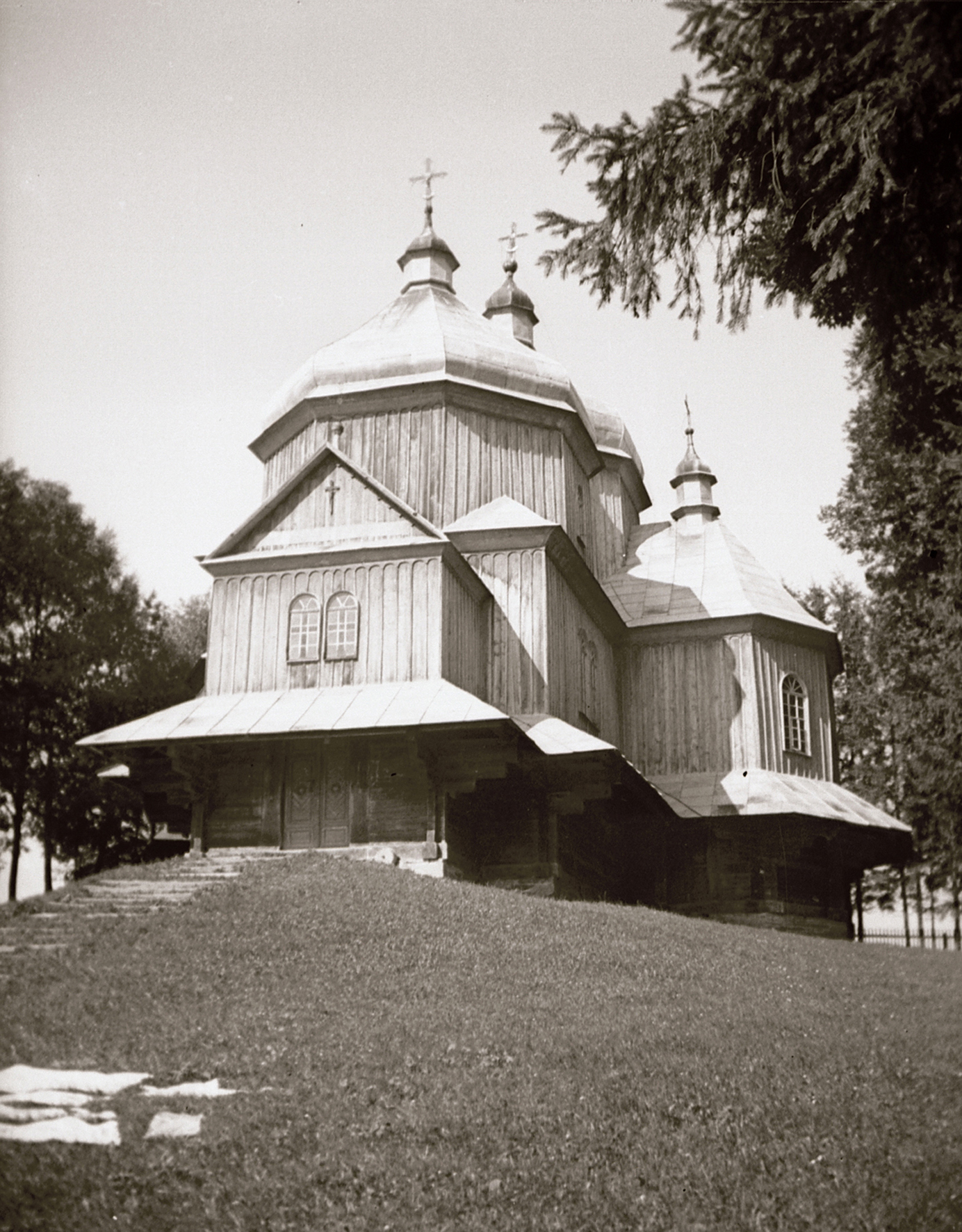
Lutowiska - cerkiew greckokatolicka - ujęcie z boku (sierpień 1938 r.)

## Plebania
Zachowała się plebania z 1888 wzniesiona w miejscu poprzedniej około 250 metrów na zachód od cmentarza i cerkwi. Jest to drewniany budynek o wymiarach 18 na 9,8 metrów, frontami zwrócony na południowy wschód i północny zachód. Przy obu frontach znajdują się ganki. Przy plebanii znajdują się też budynki gospodarcze.